# رحلت الطفلة رحلت (فلم)
رحلت الطفلة رحلت (بالإنجليزية: Gone Baby Gone) هو فيلم غموض أمريكي من إخراج بن أفليك (في أول عمل إخراجي طويل له) وبطولة أخوه كيسي أفليك. السيناريو كتبه بن أفليك وأرون ستوكارد مستوحى من رواية لدينيس ليهان تحمل الاسم. قصة الفيلم تتمحور حول محققين خاصين، باتريك كينزي وأنجيلا جينارو، يتم تكليفهما بمتابعة قضية اختطاف طفلة في الرابعة من العمر في دورشيستر في بوسطن.
نال الفيلم عدة جوائز وتم ترشيحه لجوائز أخرى. الممثلة أيمي رايان رشحت لجائزة الأوسكار لأفضل ممثلة مساعدة عن دور هيلين ماكريدي والدة الطفلة المختطفة.

## القصة
عندما تختفي أماندا ماكيردي التي تبلغ من العمر 4 سنوات من منزلها، وتعجز الشرطة عن احراز أي تقدم جديد في حل القضية، تستعين عمة الفتاة بياتريس ماكيردي بخدمات محققان خاصان اللذان يواجهان لاحقا تجار مخدرات وأفراد عصابة ومتحرشي أطفال في خضم القضية.

## وصلات خارجية
- رحلت الطفلة رحلت على موقع IMDb (الإنجليزية)
- رحلت الطفلة رحلت على موقع ميتاكريتيك (الإنجليزية)
- رحلت الطفلة رحلت على موقع الموسوعة البريطانية (الإنجليزية)
- رحلت الطفلة رحلت على موقع روتن توميتوز (الإنجليزية)
- رحلت الطفلة رحلت على موقع نتفليكس (الإنجليزية)
- رحلت الطفلة رحلت على موقع قاعدة بيانات الأفلام العربية
- رحلت الطفلة رحلت على موقع ألو سيني (الفرنسية)
- رحلت الطفلة رحلت على موقع Turner Classic Movies (الإنجليزية)
- رحلت الطفلة رحلت على موقع أول موفي (الإنجليزية)
- رحلت الطفلة رحلت على موقع بوكس أوفيس موجو (الإنجليزية)
- الموقع الرسمي للفيلم نسخة محفوظة 28 يناير 2008 على موقع واي باك مشين.